# ديسيديا فاينل فانتسي
ديسيديا فاينل فانتسي Dissidia Final Fantasy هي لعبة قتال مع عناصر حركة آر بي جي action RPG تم تطويرها ونشرها بواسطة سكوير انيكس Square Enix من أجل بلاي ستاشن المحمول كجزء من حملة الذكرى العشرين لسلسلة فاينل فانتسي. تم إصدارها في اليابان في 18 ديسمبر 2008 ، في أمريكا الشمالية في 25 أغسطس 2009 ، في أستراليا في 3 سبتمبر 2009 ، وفي أوروبا في 4 سبتمبر 2009. ثم أعيد إصدارها كنسخة دولية في اليابان، استنادًا إلى بوابة أمريكا الشمالية، مثل ديسيديا فاينل فانتسي: الضبط عالمي Universal Tuning في 1 نوفمبر 2009.
تتميز اللعبة بشخصيات من ألعاب فاينل فانتسي مختلفة وتركز على صراع كبير بين كوزموس (إلهة الوئام)، وكاوس (إله الفوضى). استدعى الاثنان العديد من المحاربين للقتال إلى جانبهم في حربهم الثالثة عشرة. خلال القصة، يتحكم اللاعب في المحاربين العشرة الذين اختارهم كوزموس، الأبطال من أول عشر ألعاب فاينل فانتسي ، في رحلتهم. تتيح الإصدارات الإنجليزية والعالمية للعبة أيضًا الوصول إلى ميزات أخرى مثل وضع الممرات.
نشأت ديسيديا من رغبة مخرج قلوب المملكة Kingdom Hearts السيد تتسويا نومورا إنشاء عرض فرعي للامتياز ولكن بعد ذلك تغيرت إلى سلسلة فاينل فانتسي . إلى جانب تصميم الشخصيات، عمل نومورا مع طاقم سكوير بهدف جعلها جذابة للاعبين الغربيين. لقيت ديسيديا استحسانًا تجاريًا ونقديًا، حيث تجاوزت المراجعات الإيجابية والمبيعات 1.8 مليون. تم إصدار متابعة بعنوان ديسيديا فاينل فانتسي 012 في مارس 2011 وتتميز بالعديد من الشخصيات الجديدة وميزات اللعب.

## اللعب
تم وصف نوع ديسيديا فاينل فانتسي بأنه «عمل تقدمي درامي» ورسوماته في النمط ثلاثي الأبعاد . إنها لعبة لاسلكية متعددة اللاعبين وتدور حول استخدام المهارات الفردية الخاصة للشخصيات لإلحاق الضرر بالخصوم. يمكن للاعبين أيضًا تخصيص شخصياتهم باستخدام المعدات.
تعمل حركة الشخصية بشكل كامل داخل خريطة المجال ثلاثية الأبعاد . الشخصيات قادرة على أداء مناورات خاصة باستخدام البيئة بالضغط على زر المثلث . يمكن العثور على مصائد مع مجموعة متنوعة من الآثار السيئة في جميع أنحاء الساحة. يمكن تخصيص معدات الشخصيات، ويمكنها كسب الخبرة EXP والجيل gil (وهي النقود في لعبة فاينل فانتازي) من المعارك.
على غرار العديد من ألعاب القتال، الهدف هو أن يقلل اللاعب من نقاط صحة خصمه HP إلى الصفر. تظهر قوة الشخصية الهجومية (وبدرجة أقل القوة الدفاعية) في شكل رقمي يسمى «نقاط الشجاعة BRV» . يبدأ كلا الشخصين بكمية محددة من نقاط الشجاعة، ويجب على كل منهما تقليل صحة الخصوم إلى 0 من خلال مهاجمتهم في نقاط صحتهم . يمكن للاعبين سرقة نقاط الشجاعة من خصومهم من خلال مهاجمتهم بـ «هجوم نقاط الشجاعة» الأساسي لإضافته إلى مجموعهم والحصول على اليد العليا. يمكن للاعبين بعد ذلك استخدام «هجوم نقاط الصحة HP» لإحداث ضرر مباشر لخصمهم ؛ ضرر نقاط الصحة يساوي المقدار الحالي منلشجاعة اللاعب Bravery. ومع ذلك، بمجرد استخدام هجوم نقاط الصحة ، يتم تقليل نقاط الشجاعة الخاص بالشخصية إلى 0 ثم يتعافى ببطء إلى مقدار البداية. إن الشخصية التي يتم استنفاد إجمالي نقاط الشجاعة الخاص بها (أي التي تصل إلى محصلة 0 لنقاط الشجاعة أو قيمة سلبية لها) يتم إجبارها على «وضع الاستراحة Break mode» ، حيث، بصرف النظر عن عدم قدرتها على التسبب في إحداث ضرر نقاط الصحة و نقاط الشجاعة (ولكنها تمتلك القدرة على كسب نقاط الشجاعة ) ، إن جميع الهجمات التي تنفذ ضدهم وهم في وضع الاستراحة تسبب لهم أضرار جسيمة critical damage ويحصل الخصوم على نقاط الشجاعة بالكامل في «جميعة الشجاعة Bravery Pool» (وهو رقم يمكن رؤيته في أسفل الشاشة) ، مما يزيد بشكل كبير من كمية نقاط الشجاعة الخاصة بهم.
إحدى السمات الرئيسية لنظام القتال هي «مقياس EX» ، والذي يمكن ملؤه بعدة طرق، مثل إلحاق الضرر بالخصوم، وإلحاق الضرر من الخصوم، والحصول على نوى EX منتشرة حول ميدان اللعب. بمجرد ملء مقياس EX ، يمكن للشخصية الدخول في «وضع EX» الخاص بها، مما يزيد من قوتها بشكل كبير وتمكين هجمات جديدة، بما في ذلك "EX Burst" ، وهو هجوم خاص لا مفر منه ومدمّر للغاية مشابه لميكانيكي Limit Break الذي شوهد في العديد من الألعاب في السلسلة. يقوم اللاعب الموجود في الهجوم بتوجيه الهجوم باتباع التعليمات التي تظهر على الشاشة، بينما يمكن للاعب الموجود في الدفاع تقليل مقدار الضرر الذي يتعرض له بالضغط باستمرار على زر الدائرة. بمجرد تنفيذ EX Burst ، ينتهي وضع EX.
في وضع اللعب الحصري للإصدارات الغربية، يحول وضع الممرات اللعبة إلى لعبة قتال تقليدية، مع إزالة جميع عناصر RPG وتجريد قدرات الشخصيات إلى الأساسيات لتحقيق التوازن في ساحة اللعب. في وضع الممرات، هناك ثلاثة مستويات: عادي، صعب، وهجوم الزمن Time Attack؛ سيؤدي التغلب على أي مستوى من وضع الممرات إلى مكافأة اللاعب بـ PP (نقاط اللاعب) وعناصر خاصة يمكن استخدامها في وضع القصة. جميع الشخصيات، بما في ذلك الأشرار، قابلة للعب في وضع الممرات ؛ على سبيل المثال، يتوفر غوبلز و سيفيروث و كوجا و جيشت للاستخدام في هذا الوضع منذ البداية، ولكن لا يزال يتعين شراؤها عبر كتالوج PP لاستخدامها في أوضاع أخرى.

## الحبكة

### الإعداد والشخصيات
تدور القصة حول إلهين: كوزموس (إلهة الانسجام) ، و كاوس (إله الفوضى ). تجمع اللعبة بين الأبطال والخصوم من أجزاء سلسلة فاينل فانتسي الرئيسية، قصصهم التي رواها سيد لوفين Cid of the Lufaine في لعبة فاينل فانتسي الأولى. بخلاف الآلهة وأبطالهم، يتعامل اللاعب أيضًا مع الدوبلغانجرس doppelgangers يشبه الكريستال يسمى Manikins. تحتوي اللعبة على قصة شاملة تتطلب اللعب من خلال جميع الشخصيات لإكمالها. تحتوي اللعبة على اثنين وعشرين شخصية قابلة للعب: عشرة أبطال وعشرة أشرار، أحدهم يمثل فاينل فانتسي من خلال فاينل فانتسي X وشخصيتين سريتين: بطلة تمثل فاينل فانتسي XI ، وشرير يمثل فاينل فانتسي XII . في البداية، يمكن لعب الأبطال العشرة الرئيسيين فقط في جميع أوضاع اللعب ؛ يمكن لعب الأشرار العشرة الرئيسيين في وضع الممرات، ولكن لا يزال يتعين إلغاء قفلهم للوصول في جميع أوضاع اللعب الأخرى.

### وضع القصة
دخل كوزموس (إلهة الانسجام) و كاوس (إله الفوضى ) في صراع أبدي ضمن العالم بي"World B" ، وهو بُعد مرآة للعالم أيه "World A" حيث تجري أحداث لعبة فاينل فانتسي الأولى، مما يؤدي إلى استدعاء العديد من المحاربين من عوالم أخرى من السلسلة الرئيسية إلى المعركة في دورة لا تنتهي من الموت والولادة حتى يميل التوازن لصالح الفوضى. مع اقتراب الحرب من نهايتها، يتحد المحاربون العشرة من كوزموس للرد على أتباع الفوضى واستعادة التوازن. بعد أن فقدت الكثير من قوتها في الدورة السابقة، تمنح كوزموس محاربيها العشرة - محارب الضوء و فيريون و اونيون نايت و سيسيل و بترتز و تيرا و كلاود و سكوال و زيدان و تيدوس - مهمة استعادة البلورات العشرة لتساعدهم على هزيمة الفوضى. انطلق كل منهم في رحلة تسمى "Destiny Odyssey" ، حيث يتم سرد قصص كل منهم والترابط مع بعضها البعض. خلال رحلاتهم، يواجه الأبطال أشرارهم، ويهزمونهم من خلال تجليات عن أنفسهم تساعدهم في الحصول على بلوراتهم.
بعد «رحلة القدر الأوديسي Destiny Odysseys» تأتي «مرحلة دفعة الظل Shade Impulse» ، حيث يكون لكل المحاربين العشرة بلوراتهم ولكنهم يصلون متأخرين لإنقاذ كوزموس، الذي قتله الفوضى. يبدأ الأبطال في التلاشي ولكن يتم إنقاذهم بقوة البلورات، مما يسمح لهم باستخدام الوقت المتبقي لهم للرد على الأشرار وهزيمة الفوضى. في النهاية، يغادر المحاربون الآخرون العالم أيه World A باتجاه عوالمهم الخاصة المقابلة، وينطلق محارب الضياء Warrior of Light في مغامرة أخرى، واضعا الأحداث التي ستنظم مجريات لعبة فاينل فانتسي الأصلية، ويعود كوزموس للحياة ليفرض سيطرته على العالم بي World B.
تحتوي اللعبة أيضًا على قصتين أخريين مع «المجد البعيد Distant Glory» ، حيث يتم تقديم شانتوتو وجابرانث للاعب في منطقتين مختلفتين حيث يكونان محاصرين ويتعين عليهما إيجاد مخرج. وضع القصة الآخر، «الفوضى الداخلية Inward Chaos» ، يعمل كسيناريو بديل لم يتم فيه هزيمة الفوضى مطلقًا ويتم توجيه اللاعب بواسطة كيان يُعرف باسم شينريو لهزيمة الفوضى.

## التطوير
تم تصور ديسيديا فاينل فانتسي في الأصل من قبل المنتج الإبداعي تيتسويا نومورا باعتباره عرضًا من قلوب المملكة Kingdom Hearts يضم مجموعة من شخصيات ديزني بينما كان فريق سكوير انيكس يطور الجزء الثاني من كينغدوم هارتس. شعر نومورا في وقت لاحق بعدم الارتياح مع شخصيات ديزني التي تقاتل بعضها البعض وبدلاً من ذلك اختار استخدام شخصيات فاينل فانتسي ، على الرغم من أن الفكرة الأصلية أدت في النهاية إلى تطوير لعبة Kingdom Hearts 358/2 Days، مع وضع اللعبة متعدد اللاعبين المستوحى من طريقة لعب ديسيديا. تم صنع اللعبة احتفالًا بالذكرى السنوية العشرين للامتياز، وعلى الرغم من إدارتها من قبل الموظفين الشباب، لاحظ نومورا عدم وجود ضغوط، حيث ساعدهم في تصميم مجالات مختلفة من اللعبة. تم توجيه اللعبة بواسطة تاكيشي أراكاوا الذي أشار نومورا إلى أن تجربته في لعبة سكوير انيكس السابقة، العالم ينتهي معك World Ends With You ، كان لها تأثير جيد في اللعبة. للحصول على طريقتهم المفضلة في القتال، اختار الفريق وحدة تحكم بلاي ستاشن المحمول . كانت هناك خطط للعب عبر الإنترنت ولكن قدرات وحدة التحكم جعلتها غير قادرة على إضافة مثل هذه الميزة. استغرق تطوير اللعبة ثلاث سنوات بسبب نظام المعركة الذي يتطلب عامين ووضع آر بي جي RPG mode تطلب عاما واحدا.
كان تحديد أبطال فاينل فانتسي أمرًا سهلاً للموظفين باستثناء تيرا برانفورد. بينما تتميز لعبتها، فاينل فانتسي السادسة VI ، بشخصيات متعددة تناسب دور الشخصية الرئيسية، تم اختيار تيرا Terra في النهاية بحيث تكون هناك مقاتلة أنثى تحارب إلى جانب كوزموز. بالنسبة للأشرار، قرروا تضمين المحاربين الذين لديهم تنافس قوي مع الأبطال بدلاً من اختيار الرؤساء النهائيين للألعاب تلقائيًا. وأدى ذلك إلى إدراج الزعماء غير النهائيين مثل غولبيز من لعبة فاينل فانتسي الرابعة IV، كوجا من لعبة فاينل فانتسي التاسع IX، وجيشت من لعبة فاينل فانتسي العاشرة X الذين كانوا على اتصال مع المباريات التي لعبها كل من «سيسيل هارفي Cecil ، زيدان ، تريبال وتيدوس» على التوالي .
تم استخدام شخصية شانتوتو المأخوذة من فاينل فانتسي التاسعة XI بناءً على شعبيتها، بينما تم استخدام غابرانث لتمثيل فاينل فانتسي السابعة XII في مكان بالزير Balthier حيث تم عرض الأخير بالفعل في فاينل فانتسي تكتيكات: حروب الأسود Final Fantasy Tactics: War of the Lions وأراد سكوير إدراجه في اللعبة لمفاجأة اللاعبين . والشخصيات الأخرى التي كان من المقصود إدراجها وعرضها هي هاي ويند كين المأخوذ من لعبة فاينل فانتسي الرابعة وشخصية لايتنينغ Lightning(البرق) المأخوذة من فاينل فانتسي الثالثة عشر XIII .
كان نومورا مسؤولاً عن تصميمات الشخصيات، التي غيرت الكثير من شكل وأسلوب الرسوم التوضيحية ليوشيتاكا أمانو. لم يجلب العمل في تصميمات فاينل فانتسي و فاينل فانتسي IX أي صعوبات منذ بدء اللعبة السابقة، واستند نومورا في تصميماته إلى الرسوم التوضيحية لأمانو بينما كان يشارك بالفعل في التعامل مع الرسوم التوضيحية لاحقا. من ناحية أخرى، واجهت نومورا صعوبات في صنع أونيون نايت لأنها انتهت بكونها كارتونية للغاية وطلبت النصيحة من أمانو. كما أعيد تصميم الرسوم التوضيحية الأصلية الخاصة بنومورا من أجل ديسيديا ؛ علق نومورا على مجلة الألعاب اليابانية فاميتسو بأن شخصية تيدوس صُممت ليبدو أصغر سناً مما كان عليه في فاينل فانتسي العاشرة X «لتتناسب مع لمسة التصميم لبقية فريق ديسيديا».
في 6 أبريل 2007 ، قدمت سكوير انيكس طلبًا لتسجيل العلامات التجارية الأمريكية لـ "Dissidia" ؛ تم حذف علاقة العلامة بـ فاينل فانتسي. كان العنوان مرتبطًا بـ فاينل فانتسي عندما قدمت سكوير انيكس ديسيديا فاينل فانتسي في 8 مايو 2007 ، باستخدام موقع ويب ياباني رسمي.

### قائمة المسارات الصوتية

#### القرص الأول
| 1.  | "Dissidia" (opening from Dissidia Final Fantasy)                 | 5:34 |
| 2.  | "Prelude" (menu from Dissidia Final Fantasy)                     | 3:00 |
| 3.  | "Dissidia" (menu from Dissidia Final Fantasy)                    | 1:24 |
| 4.  | "Keeping the Peace" (from Dissidia Final Fantasy)                | 2:26 |
| 5.  | "Cosmos" (from Dissidia Final Fantasy)                           | 6:09 |
| 6.  | "Victory Fanfare" (Cosmos from Dissidia Final Fantasy)           | 1:13 |
| 7.  | "Main Theme" (arrange from Final Fantasy I)                      | 1:29 |
| 8.  | "Battle" (arrange from Final Fantasy I)                          | 3:33 |
| 9.  | "Dungeon" (arrange from Final Fantasy I)                         | 2:27 |
| 10. | "Main Theme" (arrange from Final Fantasy II)                     | 1:56 |
| 11. | "Battle Theme 1" (arrange from Final Fantasy II)                 | 3:44 |
| 12. | "Battle Theme 2" (arrange from Final Fantasy II)                 | 2:53 |
| 13. | "Warriors of Light" (from Dissidia Final Fantasy)                | 0:35 |
| 14. | "Eternal Wind" (arrange from Final Fantasy III)                  | 2:23 |
| 15. | "Battle 2" (arrange from Final Fantasy III)                      | 3:02 |
| 16. | "This Is the Last Battle" (arrange from Final Fantasy III)       | 1:59 |
| 17. | "Battle Preparations" (from Dissidia Final Fantasy)              | 1:48 |
| 18. | "Main Theme of Final Fantasy IV" (arrange from Final Fantasy IV) | 2:40 |
| 19. | "Battle with the Four Fiends" (arrange from Final Fantasy IV)    | 3:12 |
| 20. | "Battle 2" (arrange from Final Fantasy IV)                       | 2:26 |
| 21. | "Victory Fanfare" (Chaos from Dissidia Final Fantasy)            | 1:20 |
| 22. | "Four Hearts" (arrange from Final Fantasy V)                     | 1:50 |
| 23. | "Battle at the Big Bridge" (arrange from Final Fantasy V)        | 2:29 |
| 24. | "Battle 1" (arrange from Final Fantasy V)                        | 1:15 |
| 25. | "At Presentiment's Edge" (from Dissidia Final Fantasy)           | 3:12 |
| 26. | "Terra's Theme" (arrange from Final Fantasy VI)                  | 1:06 |
| 27. | "The Decisive Battle" (arrange from Final Fantasy VI)            | 1:57 |
| 28. | "Battle to the Death" (arrange from Final Fantasy VI)            | 2:29 |
| 29. | "The Quickening" (from Dissidia Final Fantasy)                   | 1:59 |
| 30. | "The Troops' Advance" (from Dissidia Final Fantasy)              | 2:34 |

#### القرص الثاني
| 1.  | "Main Theme of Final Fantasy VII" (arrange from Final Fantasy VII) | 2:21 |
| 2.  | "One-Winged Angel" (orchestra version from Final Fantasy VII)      | 4:26 |
| 3.  | "Fight On!" (arrange from Final Fantasy VII)                       | 3:07 |
| 4.  | "A Brief Respite" (from Dissidia Final Fantasy)                    | 0:54 |
| 5.  | "Blue Fields" (arrange from Final Fantasy VIII)                    | 2:15 |
| 6.  | "Don't Be Afraid" (arrange from Final Fantasy VIII)                | 2:55 |
| 7.  | "The Extreme" (original from Final Fantasy VIII)                   | 4:19 |
| 8.  | "Defeat" (Fanfare from "Dissidia Final Fantasy")                   | 0:51 |
| 9.  | "Over the Hill" (arrange from Final Fantasy IX)                    | 2:37 |
| 10. | "Battle 1" (arrange from Final Fantasy IX)                         | 3:15 |
| 11. | "Battle 2" (original from Final Fantasy IX)                        | 3:58 |
| 12. | "Mambo de Chocobo" (original from Final Fantasy V)                 | 1:11 |
| 13. | "Movement in Green" (arrange from Final Fantasy X)                 | 2:10 |
| 14. | "Otherworld" (original from Final Fantasy X)                       | 3:14 |
| 15. | "Battle Theme" (original from Final Fantasy X)                     | 3:11 |
| 16. | "Victory Fanfare" (original from Final Fantasy V)                  | 0:44 |
| 17. | "The Federation of Windurst" (original from Final Fantasy XI)      | 2:54 |
| 18. | "Battle in the Dungeon #2" (original from Final Fantasy XI)        | 1:32 |
| 19. | "Theme of the Empire" (original from Final Fantasy XII)            | 3:56 |
| 20. | "Boss Battle" (original from Final Fantasy XII)                    | 3:25 |
| 21. | "Answer" (from Dissidia Final Fantasy)                             | 1:53 |
| 22. | "Chaos" (Last Battle 1 from Dissidia Final Fantasy)                | 5:41 |
| 23. | "Final Fantasy"                                                    | 2:13 |
| 24. | "Dissidia" (ending from Dissidia Final Fantasy)                    | 8:41 |
| 25. | "The Messenger" (bonus track)                                      | 4:13 |

### الموسيقى
تم إصدار ديسيديا فاينل فانتسي في 24 ديسمبر 2008 ،  وهو متاح في كل من الإصدارات العادية والخاصة، على غرار اللعبة نفسها. غالبًا ما تكون معظم المقطوعات الموسيقية عبارة عن ريمكسات قام بها إيشيموتو لموسيقى فاينل فانتسي السابقة التي ألفها في الأصل نوبو أويماتسو.
الموضوع الرئيسي للعبة هو «الرسول The Messenger» من قبل أعدائك المفضلين. إن المقطوعات الموسيقة للمعركة الأخيرة رقم واحد بين كوزموز والفوضى "Chaos - Last Battle 1" يتم عزفها أيضا من قبل عدوك المفضل. إن الرسول هي الأغنية الواسمة الرئيسية للعبة وتتألف من كلمات كل من المعركة الأخيرة رقم واحد بين كوزموز والفوضى. تتميز أغنية كوزموس بصوت أنثوي، بينما تهيمن أصوات الذكور على أغنية «الفوضى Chaos». في الفيلم الوثائقي لـ YFE حول مفهوم الأغاني لـ ديسيديا ، اعترف الشاعر والمغني ألكس فوستر أن الكلمات ليس لها صلة مباشرة بموضوعات اللعبة ؛ بدلاً من ذلك، ترك الأمر للمستمعين لتفسير الكلمات بناءً على أفكارهم وآرائهم.
قائمة المسار

## الإصدار والبضائع
بالنسبة للتعريب الغربي، استخدم موظفو سكوير انيكس تحليلات من شركاتهم الفرعية في لندن ولوس أنجلوس لإعادة ضبط اللعبة للجماهير الغربية. أعلن المخرج تاكيشي أراكاوا والمنتج يوشينوري كيتاس أن تاريخ الإصدار للعالم الغربي سيكون 25 أغسطس 2009 (بدءًا من أمريكا الشمالية) ، وأنه سيتضمن عددًا من التغييرات الصغيرة، بما في ذلك عمليات إعادة ضبط طريقة اللعب، وأحداث اللعب الجديدة، وضع لعب الممرات، برنامج تعليمي مختصر، حركات جديدة لشخصيات قابلة للعب، ومشاهد إضافية تظهر النقش من عدة شخصيات أخرى من الألعاب الأصلية للشخصيات الرئيسية التي لا تظهر في النسخة اليابانية. أشار أراكاوا إلى النسخة الغربية على أنها لعبة تعتمد على الحركة أكثر من النسخة اليابانية الأصلية التي كانت تعتمد على آر بي جي RPG.
بالنسبة لإصدار ديسيديا فاينل فانتسي US ، أصدرت غيم سبوت اللعبة بغلافين إضافيين لأي شخص حجزها قبل إصدارها. في 24 أغسطس 2009 ، أُعلن أنه ستكون هناك نسخة دولية من اللعبة. تمت تسميته ديسيديا فاينل فانتسي: الضبط عالمي Universal Tuning، ستكون هذه النسخة للعبة بمثابة منفذ مباشر لنسخة أمريكا الشمالية من اللعبة، مع الاحتفاظ بجميع الميزات الإضافية المضافة، وتم إصدارها في اليابان في 1 نوفمبر 2009 . تتوفر الأصوات الإنجليزية واليابانية في المعركة، حيث يقرر اللاعب اللغة التي ستتحدثها الشخصيات.
أعلنت SCEA لاحقًا عن حزمة PSP ذات سمة ديسيديا فاينل فانتسي ، والتي تضمنت نظام PSP "Mystic Silver" ، ونسخة من ديسيديا فاينل فانتسي ، وذاكرة 2 جيجابايت، ونسخة من فاينل فانتسي السابعة: مجيء الأطفال VII: Advent Children . تم إصداره أيضًا في 25 أغسطس 2009.
قام ستوديو بنت سى تاف Studio BentStuff بنشر ديسيديا فاينل فانتسي Ultimania α كدليل مرجعي أولي للعبة. صدر هذا الكتاب في 4 ديسمبر 2008 ، وأصبح جزءًا من سلسلة Ultimania ، والتي تتضمن Kingdom Hearts Ultimania α. تعاونت Suntory Ltd. أيضًا مع سكوير انيكس لإنشاء ديسيديا فاينل فانتسي: الجرعة Potion" والتي تم إصدارها في 9 ديسمبر 2008 في اليابان للترويج لإصدار اللعبة.
أصدرت سكوير انيكس مجموعة من شخصيات فنون التداول في أوائل عام 2009 مع السلسلة 1 التي تحتوي على كلاودستريف و سكوال لينهارت و تريبال و زيدان و تيدوس و محارب الضوء. تم إصدار سلسلة ثانية فيما بعد تضم سيفيروث و تيرا و بارتز و فيريون و سيسيل.

## الاستقبال
| استقبال |                              |
| --- | ---------------------------- |
| مجموع النقاط المجموع نقاط ميتاكريتيك 79/100 [ 33 ] نتائج المراجعة نشرة نقاط 1أب.كوم A- [ 34 ] يورو غيمر 8/10 [ 5 ] فاميتسو 36 of 40 [ 35 ] غيم إنفورمر 6.5/10 [ 36 ] (Second Opinion: 6.5) [ 36 ] غيم سبوت 8.5/10 [ 37 ] غيمز تي إم 8/10 [ 38 ] غيم تريلرز 8.7/10 [ 39 ] آي جي إن 8.9/10 [ 40 ] إكس-بلاي [ 41 ] |                              |
| مجموع النقاط |                              |
| المجموع | نقاط                         |
| ميتاكريتيك | 79/100                       |
| نتائج المراجعة |                              |
| نشرة | نقاط                         |
| 1أب.كوم | A-                           |
| يورو غيمر | 8/10                         |
| فاميتسو | 36 of 40                     |
| غيم إنفورمر | 6.5/10 (Second Opinion: 6.5) |
| غيم سبوت | 8.5/10                       |
| غيمز تي إم | 8/10                         |
| غيم تريلرز | 8.7/10                       |
| آي جي إن | 8.9/10                       |
| إكس-بلاي | [ 41 ]                       |

### مبيعات
تم بيع ديسيديا بشكل جيد وفقًا لـتاكيشي أراكاوا، على الرغم من المخاوف بشأن القرصنة. اعتبارًا من 17 أغسطس 2009 ، باعت ديسيديا فاينل فانتسي 910.000 نسخة في اليابان، مما يجعلها رابع أفضل لعبة مبيعًا لـ PSP في اليابان. كانت اللعبة الثانية عشرة الأكثر مبيعًا في اليابان في عام 2008 ، حيث بيعت 660262 نسخة. في الولايات المتحدة، ظهرت ديسيديا باعتبارها البرنامج السابع الأكثر مبيعًا في مخططات أغسطس 2009 مع 130.000 نسخة، على الرغم من توفره لمدة أربعة أيام فقط. تصنف شخصيات من مجموعة NPD ديسيديا فاينل فانتسي باعتبارها لعبة PSP الأكثر مبيعًا لعام 2009.